# Marquesado de Dávila
El marquesado de Dávila fue un título nobiliario español concedido por Francisco Franco el 18 de julio de 1949, con grandeza de España desde el 18 de julio de 1951, a favor del general del Ejército de España Fidel Dávila Arrondo.
El marquesado y la grandeza asociada fueron suprimidos el 21 de octubre de 2022 tras la entrada en vigor de la Ley de Memoria Democrática.

## Denominación
La denominación de la dignidad nobiliaria refiere al apellido paterno, por lo que fue universalmente conocida la persona a la que se le otorgó dicha merced nobiliaria.

## Armas

Escudo de armas del marquesado de Dávila con grandeza de España, a partir de 18 de julio de 1951. Manto de grandeza de España

De merced nueva. Escudo partido: 1.º, en campo de azur, terrasado de sinople, con fortificaciones (casamatas) y río, superado de manzano, desarraigado, frutado de oro, superado -a su vez- de león rampante de oro, coronado, linguado, armado y lampasado de gules, sosteniendo la bandera española escudada, y 2.º, en campo de gules, trece roeles de azur. Bordura ajedrezada de oro y gules. Cimera de brazo con bocamanga de teniente general, enarbolando espada de plata y oro, en la que se entrelaza cinta de azur, con letras de oro, que dicen, a uno y otro lado: Por Dios. Por España.

## Marqueses de Dávila
|                               | Titular                       | Periodo                       |
| Creación por Francisco Franco | Creación por Francisco Franco | Creación por Francisco Franco |
| ----------------------------- | ----------------------------- | ----------------------------- |
| I                             | Fidel Dávila Arrondo          | 1949-1962                     |
| II                            | Valentín Dávila y Jalón       | 1962-2011                     |
| III                           | Ramón Ignacio Dávila Casas    | 2012-2022                     |

## Historia de los marqueses de Dávila
- Fidel Dávila Arrondo (m. 22 de marzo de 1962), I marqués de Dávila, grande de España.[4]

Casó el 4 de agosto de 1910 con Teresa Jalón Rodríguez. Le sucedió su hijo el 28 de diciembre de 1962:
- Valentín Dávila y Jalón (Burgos, 19 de febrero de 1914-Madrid, 27 de febrero de 2011), II marqués de Dávila,[5] cofundador de la Real Asociación de Hidalgos de España.

Casó el 5 de julio de 1948 con Elena Casaléiz y Feijoo, marquesa de Santa Ilduara. Le sucedió su sobrino nieto:
- Ramón Ignacio Dávila Casas, III marqués de Dávila, grande de España.[6]